# Douglass Hills
Douglass Hills – miasto w Stanach Zjednoczonych, w stanie Kentucky, w hrabstwie Jefferson.